# Alphonse Lacroix
Alphonse Lacroix   (Newton, 21 d'octubre de 1897 - Lewiston, 12 d'abril de 1973) va ser un jugador d'hoquei sobre gel estatunidenc que va competir durant la dècada de 1920.
Lacroix va néixer a Newton, Massachusetts, i va començar la seva carrera d'hoquei jugant a l'equip de secundària el 1914. El 1917 va començar a jugar a la lliga amateur de Boston. Es va incorporar a la Boston Athletic Association en 1919 i va jugar al seu equip d'hoquei a la lliga sènior de la ciutat i posteriorment a la United States Amateur Hockey Association. El 1924 va prendre part en els Jocs Olímpics de Chamonix, on guanyà la medalla de plata en la competició d'hoquei sobre gel.
El 1925 va ser retingut per la National Hockey League com a porter d'emergència, per tal de reemplaçar qualsevol jugador dels clubs si patien una lesió greu. La seva única experiència en l'àmbit professional fou aquell mateix 1925, quan va reemplaçar a Georges Vezina, porter del Montreal Canadiens, entre el començament de la lliga i finals de novembre. Lacroix continuaria amb els Canadiens com a porter de recanvi fins a 1927, però no va jugar cap altre partit a la NHL.
Lacroix va continuar la seva carrera a la Canadian-American Hockey League i la semi-pro North East Hockey League. Es va retirar el 1931.